# حسين بن رضا بحر العلوم
السيّد حسين بن رضا بن محمد مهدي بحر العلوم (1806 - 1889 م) (1221 - 1306 هـ) فقيه جعفري وشاعر عربي عثماني عراقي من أهل القرن التاسع عشر الميلادي/ الثالث عشر الهجري. ولد في مدينة النجف ونشأ بها على أبيه. تلقى علومه على محمد حسن النجفي ثم تصدر للتدريس بعد وفاة أستاذه سنة 1849. هاجر من النجف وسكن كربلاء مدة، ثم ذهب إلى خُراسان وزار مشهد سنة 1867 وأقام أيضًا في لُورستان ورجع إلى وطنه سنة 1870. توفي أثر سقوطه من سطح داره عن عمر ناهز 83 عامًا. له عدة مؤلفات مخطوطة وديوان أشعار. 

## سيرته
هو السيد حسين بن رضا بن محمد مهدي بحر العلوم وينتهي نسبه إلى إبراهيم الملّقب طباطبا بن إسماعيل الديباج بن إبراهيم الغمر بن الحسن المثنّى بن حسن بن علي. ولد في النجف بإيالة بغداد العثمانية سنة 1221 هـ/ 1806 م وبها نشأ. تلقى العلوم الدينية فيها على علماءها منهم محمد حسن النجفي، ومقصود علي، وشريف العلماء المازندراني، وحسن كاشف الغطاء، وغيرهم. حتى نال الفقاهة، وعد من الكبار عصره. قام بالتدريس وقد تخرج عليه جملة، منهم: جعفر بن علي نقي الطباطبائي، ومحمد بن إسماعيل الموسوي الساروي، ومرتضى الكشميري، وفضل الله المازندراني الحائري، ومحمد الهمداني. 

كان فقيهًا جعفريًا أصوليًا بارزًا، وأديبًا شاعرًا. عرضت عليه الأموال وقف أودة الهندية وهي الموضوعة في البنك الإنكليزي من قبل امرأة هندية شيعية ليكون ريعها يصرف في النجف وكربلاء على يد المجتهدين في النجف وهي في كل شهر خمسة آلاف روبية فلم يقبلها بل خرج من النجف وسكن كربلاء. أصيب ببصره مدة ثماني سنوات ثم رجع بصره متوسلًا بالإمام علي الرضا، بعد ذهابه إلى خراسان سنة 1284 هـ/ 1867 م، فاعتبر ذلك الشفاء بالإيمان إذ ذكر عبد الله الخاقاني في «موسوعة النجف»: «عجز الأطباء عن علاجه، فأشير عليه بالذهاب إلى المولى الإمام على الرضا، فتوجه إلى هانك، وراح يتسول الإمام ويكحل عينيه بتراب تربته الطاهرة حتى عافاه الله وردّ عليه بصره.» مر في طريقه في بلاد فارس على بني أعمامه في بروجرد في لورستان فأقام فيها وقرأ عليه فيها كثير من الطلبة ثم غادرها ووصل النجف سنة 1287 هـ/ 1870 م. 

يقال أنه أراد النزول من سطح داره فزلت رجله وسقط من الدرج وبقي من الفجر إلى الزوال حتى توفي، سنة 1306 هـ/ 1889 م ودفن بالنجف في مقبرة جده بجنب مسجد الشيخ الطوسي. له من أولاد إبراهيم ومحسن وعبد الحسين.

## شعره
له قصائد جاء في كتاب «شعراء الغري»، وله ديوان أشعار، مخطوط، أكثره في أهل البيت. شرح منظومة جده محمد مهدي بحر العلوم نظمًا بطريق الاستدلال. جاء في معجم البابطين عنه «يجري شعره في إطار الأنساق التقليدية لشعر المدح والغزل والمراسلة، ويبقى شعره في مديح آل البيت قادرًا على استدعاء المشهد متجاوزًا نطاق زمانه متداخلاً معه. عبارته مزيج من السهولة والحزونة، وصوره تقليدية.»  ومن شعره قصيدة التي توسّل فيها بالإمام علي الرضا:

## آثاره
له كتابان بدون عنوان في الفقه والأصول، من كتبه:
- شرح الدرّة النجفية
- ديوان شعر، أكثره في أهل البيت.
- شرح منظومة جده محمد مهدي نظما بطريق الاستدلال.

## وصلات خارجية
- في بوابة الشعراء
- في معجم البابطين